# Bocksdorf
Bocksdorf (ungarisch Baksafalva, kroatisch Pukštrof) ist eine Gemeinde mit 807 Einwohnern (Stand 1. Jänner 2024) im Bezirk Güssing im Burgenland in Österreich.

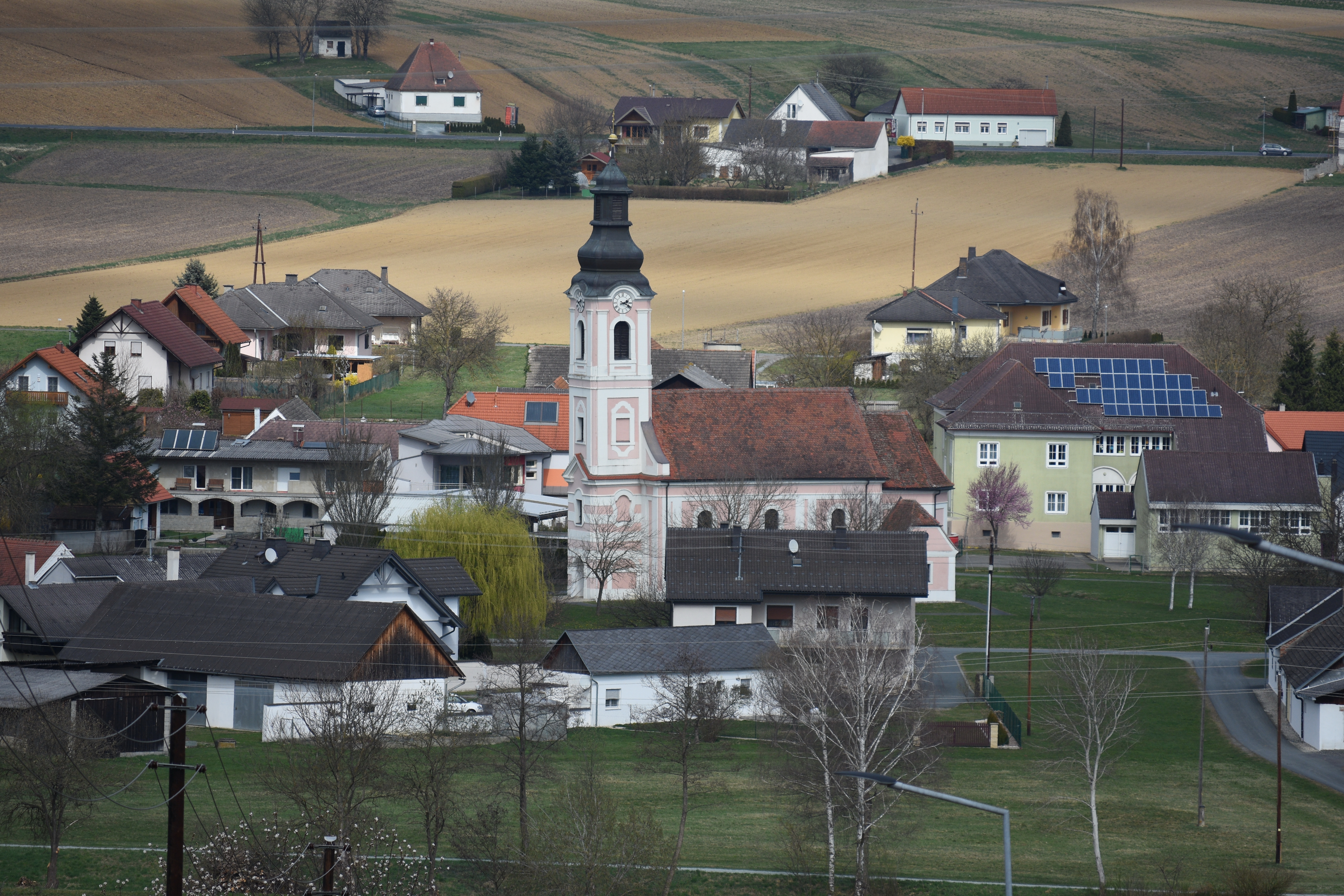
Blick auf Bocksdorf.

## Geografie
Die Gemeinde liegt in der Thermenregion Südburgenland zwischen Oberwart und Güssing. Es ist Nachbarort von Stegersbach,   die dortige Therme befindet sich in unmittelbarer Nähe. Bocksdorf ist die einzige Ortschaft in der Gemeinde, zu der auch die Orte Bocksdorfer Berghäuser und Zickenbergen zählen.
Fast zwei Drittel des Gemeindegebietes werden landwirtschaftlich genutzt, über zwanzig Prozent sind bewaldet.

### Nachbargemeinden
|      | Stegersbach                                 |           |
|      | Kompassrose, die auf Nachbargemeinden zeigt | Rauchwart |
| Rohr | Heugraben                                   |           |

## Geschichte
Der Name Baxafalva wird erstmals 1409 urkundlich erwähnt, wie der Ort auch im 15. und im 16. Jahrhundert genannt wird. Ab dem 17. Jahrhundert wandelt sich der Name zu Pucksdorf, Pocksdorf und schließlich zu Bocksdorf.
Der Ort gehörte wie das gesamte Burgenland bis 1920/21 zu Ungarn (Deutsch-Westungarn). Seit 1898 musste aufgrund der Magyarisierungspolitik der Regierung in Budapest der ungarische Ortsname Baksafalu verwendet werden.
Nach dem Ende des Ersten Weltkriegs wurde nach zähen Verhandlungen Deutsch-Westungarn in den Verträgen von St. Germain und Trianon 1919 Österreich zugesprochen.
Der Ort gehört seit 1921 zum neu gegründeten Bundesland Burgenland.
Am 1. Jänner 1971 wurden die zuvor selbständigen Gemeinden Bocksdorf, Heugraben und Rohr im Burgenland gemäß Gemeindestrukturverbesserungsgesetz vom 1. September 1970 zur neuen Gemeinde Bocksdorf zusammengeschlossen. Per Verordnung der Burgenländischen Landesregierung vom 27. November 1991 wurde die Gemeinde Bocksdorf mit Wirksamkeit vom 1. Jänner 1992 wieder in die drei Gemeinden Bocksdorf, Heugraben und Rohr im Burgenland getrennt.
Siehe auch: Geschichte des Burgenlandes

### Bevölkerungsentwicklung

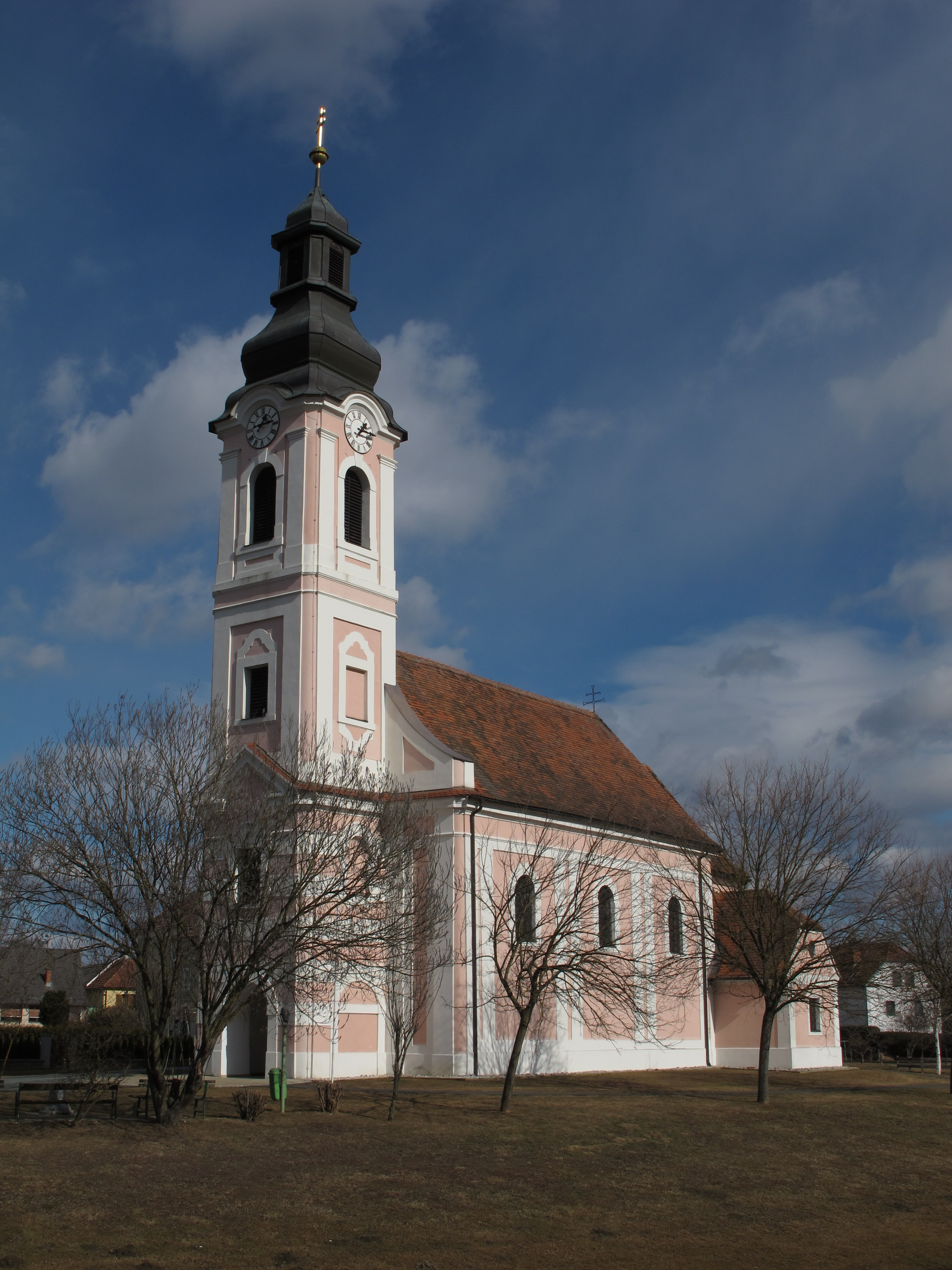
Pfarrkirche Bocksdorf

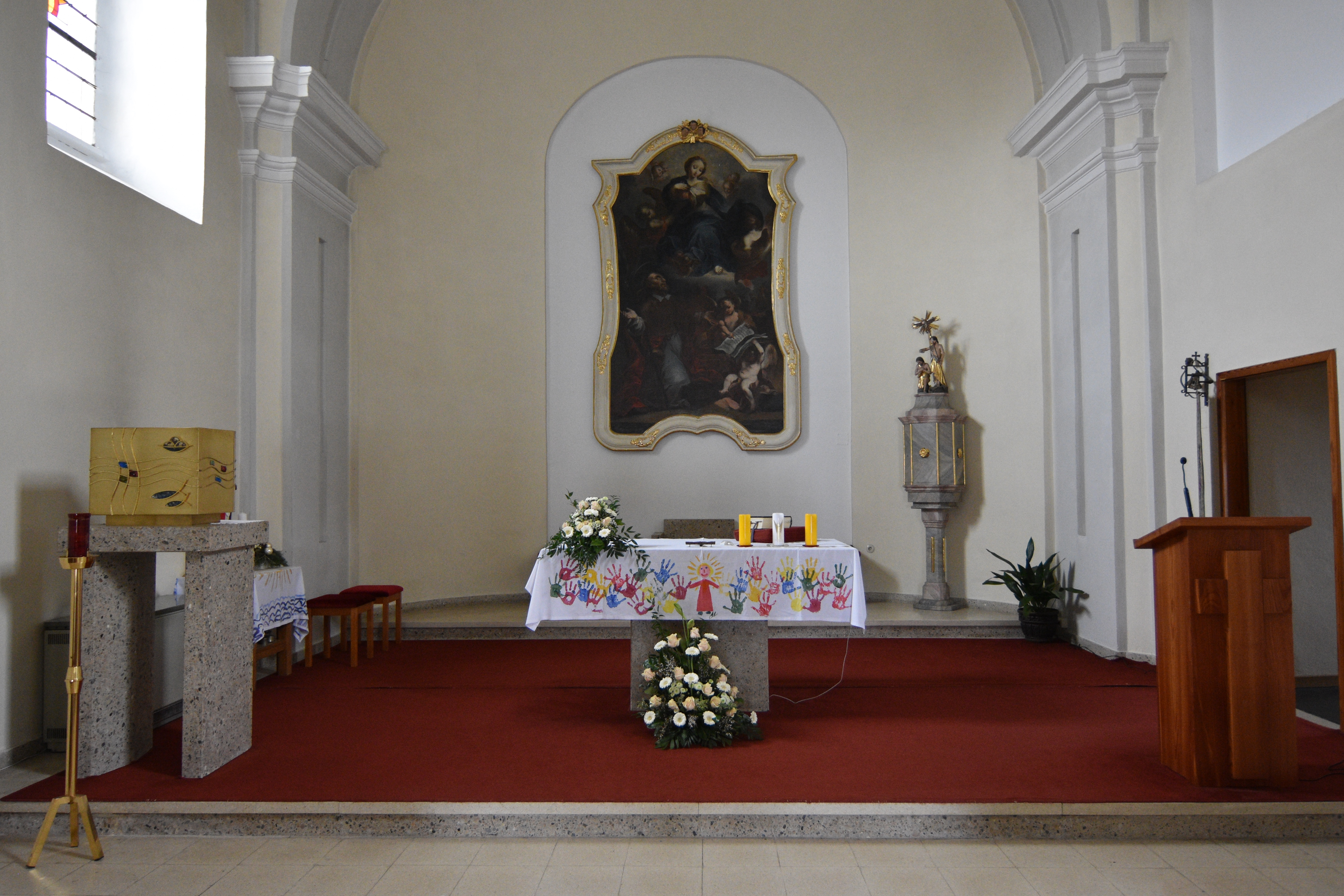
Der Altarraum der Pfarrkirche

## Kultur und Sehenswürdigkeiten
- Pfarrkirche Bocksdorf

## Politik

### Gemeinderat
Der Gemeinderat umfasst aufgrund der Anzahl der Wahlberechtigten insgesamt 13 Mitglieder.
| Partei          | 2022             | 2022             | 2022             | 2017             | 2017             | 2017             | 2012             | 2012             | 2012             | 2007             | 2007             | 2007             | 2002             | 2002             | 2002             | 1997             | 1997             | 1997             |
| Partei          | Sti.             | %                | M.               | Sti.             | %                | M.               | Sti.             | %                | M.               | Sti.             | %                | M.               | Sti.             | %                | M.               | Sti.             | %                | M.               |
| --------------- | ---------------- | ---------------- | ---------------- | ---------------- | ---------------- | ---------------- | ---------------- | ---------------- | ---------------- | ---------------- | ---------------- | ---------------- | ---------------- | ---------------- | ---------------- | ---------------- | ---------------- | ---------------- |
| SPÖ             | 403              | 68,07            | 9                | 302              | 49,75            | 7                | 234              | 36,06            | 6                | 231              | 36,38            | 5                | 182              | 30,54            | 4                | 245              | 42,83            | 6                |
| GfB 1)          | 189              | 31,93            | 4                | nicht kandidiert | nicht kandidiert | nicht kandidiert | nicht kandidiert | nicht kandidiert | nicht kandidiert | nicht kandidiert | nicht kandidiert | nicht kandidiert | nicht kandidiert | nicht kandidiert | nicht kandidiert | nicht kandidiert | nicht kandidiert | nicht kandidiert |
| LB A1           | nicht kandidiert | nicht kandidiert | nicht kandidiert | 177              | 29,16            | 4                | 305              | 47,00            | 7                | 294              | 46,30            | 6                | 300              | 50,34            | 7                | 226              | 39,51            | 5                |
| ÖVP             | nicht kandidiert | nicht kandidiert | nicht kandidiert | 109              | 17,96            | 2                | 110              | 16,95            | 2                | 110              | 17,32            | 2                | 114              | 19,13            | 2                | 101              | 17,66            | 2                |
| FPÖ             | nicht kandidiert | nicht kandidiert | nicht kandidiert | 19               | 3,13             | 0                | nicht kandidiert | nicht kandidiert | nicht kandidiert | nicht kandidiert | nicht kandidiert | nicht kandidiert | nicht kandidiert | nicht kandidiert | nicht kandidiert | nicht kandidiert | nicht kandidiert | nicht kandidiert |
| Wahlberechtigte | 761              | 761              | 761              | 744              | 744              | 744              | 762              | 762              | 762              | 740              | 740              | 740              | 706              | 706              | 706              | 700              | 700              | 700              |
| Wahlbeteiligung | 83,18 %          | 83,18 %          | 83,18 %          | 86,83 %          | 86,83 %          | 86,83 %          | 91,73 %          | 91,73 %          | 91,73 %          | 91,08 %          | 91,08 %          | 91,08 %          | 93,06 %          | 93,06 %          | 93,06 %          | 91,00 %          | 91,00 %          | 91,00 %          |

1) GfB ist der ÖVP zuzurechnen

### Bürgermeister
Bürgermeister ist Franz Pelzmann (SPÖ).
Nachdem Adolf Schabhüttl (LB), der seit 1997 der Gemeinde als Bürgermeister vorstand, aus Altersgründen – er war aktuell mit 78 Jahren der älteste Bürgermeister des Burgenlandes – nicht mehr antreten wollte und zudem sich kein geeigneter Nachfolger der Liste Bocksdorf anbot, wurden die Karten bei der Bürgermeisterdirektwahl am 1. Oktober 2017 neu gemischt. Die SPÖ schickte anstelle von Franz Pieber, der viermal gescheitert war, Vizebürgermeister Franz Pelzmann als Spitzenkandidaten ins Rennen. Für die ÖVP, die nach 20 Jahren wieder einen Kandidaten nominierte, ging Hannes Luisser ins Rennen. Die Wahl endete mit einem überlegenen Sieg von Pelzmann, der mit 77,53 % zum neuen Bürgermeister gewählt wurde. Luisser kam über 22,47 % nicht hinaus.
Zum Vizebürgermeister wurde in der konstituierenden Sitzung des Gemeinderats Christian Gröller (SPÖ) gewählt.
Neben Bürgermeister Franz Pelzmann (SPÖ) und Vizebürgermeister Christian Gröller (SPÖ) gehört weiters der geschäftsführende Gemeinderat Michael Pomper (GfB) dem Gemeindevorstand an.
Amtsleiterin ist Ute Gurdet.

## Söhne und Töchter
- Josef Pomper (1878–1935), Landwirt und Politiker
- Eduard Schalk (* 1908–unbekannt), Landwirt, Politiker und Mitglied des Burgenländischen Landtags